# S・S・S
『S・S・S』は、日本のロックバンド・MY FIRST STORYが2018年10月17日にINTACT RECORDSから発売した5枚目のオリジナルアルバムである。フルアルバムをリリースするのは、2016年にリリースした『ANTITHESE』以来、約2年振りとなる。

## 収録曲
1. S・S・S
作曲：Sho
編曲：MY FIRST STORY
イントロダクション。
2. WINNER
作詞・作曲：Hiro
編曲：MY FIRST STORY
本作のリードトラック。PVが制作されており、メンバー4人が銀行強盗に扮している。
3. ACCIDENT
作詞・作曲：Hiro
編曲：MY FIRST STORY
5thシングル表題曲。ライブでは半音上げて演奏する事が多い。
4. M.A.D
作詞：Hiro
作曲：Teru
編曲：MY FIRST STORY
5. One Step
作詞・作曲：Hiro
編曲：MY FIRST STORY
6. 絶対絶命
作詞：Hiro
作曲：Nob
編曲：MY FIRST STORY
映画『喝 風太郎!!』主題歌[2]。AメロはHiroによる語りとなっている。「俺の11月」という歌詞があるが、これはMY FIRST STORYが初めて武道館公演を行った月であるとされる。
7. LET IT DIE
作詞：Hiro
作曲：Nob
編曲：MY FIRST STORY
ミニアルバム「ALL LEAD TRACKS」収録曲
8. REVIVER
作詞：Hiro
作曲：Hiro / ZENTA
編曲：MY FIRST STORY
ミニアルバム「ALL LEAD TRACKS」収録曲
9. 2 FACE
作詞・作曲：Hiro
編曲：MY FIRST STORY
表記されてはいないが、ゲストとしてBiSHのアイナ・ジ・エンドが参加している。
10. Last Kiss
作詞・作曲：Hiro
編曲：MY FIRST STORY
11. マボロシサスペンス
作詞・作曲：Hiro
編曲：MY FIRST STORY
12. REMEMBER
作詞・作曲：Hiro
編曲：MY FIRST STORY
13. With You
作詞：Hiro
作曲：Nob
編曲：MY FIRST STORY